# Pachyneuron grande
Pachyneuron grande är en stekelart som beskrevs av Thomson 1878. Pachyneuron grande ingår i släktet Pachyneuron och familjen puppglanssteklar.
Artens utbredningsområde är:
- Österrike.
- Belgien.
- Tjeckien.
- Slovakien.
- Frankrike.
- Tyskland.
- Ungern.
- Nederländerna.
- Spanien.
- Sverige.
- Schweiz.
- Moldavien.

Arten är reproducerande i Sverige. Inga underarter finns listade i Catalogue of Life.